# Tokugawa Mitsutomo
Tokugawa Mitsutomo (徳川 光友, né le 31 août 1625 et mort le 26 novembre 1700) est un daimyo de l'époque d'Edo qui dirige le domaine d'Owari. Le clan Yagyū-Owari lui enseigne le Shinkage-ryū (en). Il s'en montre si féru qu'il est nommé 6e sōke par Yagyū Toshikane et qu'il ajoute un certain nombre de concepts d'enseignement au Koryū.

## Source de la traduction
- (en) Cet article est partiellement ou en totalité issu de l’article de Wikipédia en anglais intitulé « Tokugawa Mitsutomo » (voir la liste des auteurs).